# Италия (сграда)
Вижте пояснителната страница за други значения на Италия.
Сграда Италия (на португалски: Edifício Itália) е 46-етажен небостъргач, построен в Сао Пауло, Бразилия.
Завършен е през 1965 г. Висок е 168 m до покрива. Вторият по височина небостъргач в Бразилия след Миранти ду Вали.